# 1823
1823. је била проста година.

## Догађаји

### Јануар
- 3. јануар — Стивен Ф. Остин је добио земљиште у Тексасу од владе Мексика.

### Јул
- 2. јул — Баија (бразилска држава) прогласила независност од Португала

### Децембар
- 2. децембар — Председник САД Џејмс Монро у Конгресу САД објавио Монроову доктрину, којим је проглашена изолационистичка политика САД.

## Рођења

### Јануар
- 1. јануар — Шандор Петефи, мађарски песник

### Април
- 23. април — Абдулмеџид I, турски султан. (†1861)

### Мај
- 23. мај — Анте Старчевић, хрватски политичар

### Септембар
- 16. септембар — Михаило Обреновић, кнез Србије

### Децембар
- 21. децембар — Жан Анри Фабр, француски етнолог

## Смрти

### Март
- 14. март — Шарл Франсоа Димурје, француски генерал и политичар

### Јун
- 1. јун — Луј Никола Даву, француски маршал

### Август
- 2. август — Лазар Карно, француски математичар и политичар
- 20. август — Пије VII, римски папа

### Септембар
- 11. септембар — Давид Рикардо, енглески економиста.

### Децембар
- 3. децембар — Ђовани Батиста Белцони, италијански египтолог